# Víctor Yangali Castro
Víctor Raúl Yangali Castro (Huanta, 1946 - 1 de diciembre de 1987) fue un abogado y político peruano. Militante aprista y víctima del terrorismo.

## Biografía
Víctor Yangali nació en Huanta, en 1952. Hizo sus estudios escolares en la GUE Gonzales Vigil, egresando en 1968. Militante aprista, estuvo casado con Renée Santa Cruz viuda de Yangali y tuvo 3 hijos: Luz Marlene, Tania Miluska y Alexis Marcial Yangali Santa Cruz. 
Alcalde provincial de Huanta en dos períodos. En el primer gobierno de Alan García, para las elecciones complementarias de noviembre de 1985, nadie quería ser candidato, se desempeñaba como secretario de juzgado y asumió la representación del Partido Aprista,  “Los hombres honestos que trabajan por su pueblo no deben temer a nada”, fue el lema con el cual se presentó a la elección, ganándola. Fue atacado junto a su esposa y falleció asesinado por 3 miembros de Sendero Luminoso, presuntamente al mando de Cerapio Cárdenas Villarroel, el 1 de diciembre de 1987, en su ciudad natal.